# John Henry Patterson
John Henry Patterson, född 1867, död 1947, var en brittisk soldat, jägare, författare och kristen sionist. Han var bäst känd för att sin bok The Man-Eaters of Tsavo från 1907 som beskriver hans äventyr i att skjuta två människoätande lejon medan han byggde en järnvägsbro över Tsavofloden i Brittiska Östafrika 1898–1899.

## Ungdom och armétjänst
John Patterson föddes 1867 i Longford på Irland. 
Redan vid 17 års ålder gick han med i brittiska armén 1885 och uppnådde slutligen överstelöjtnants grad vid runt 30 år vilket var ovanligt hög rang för officerare i den åldern. Patterson behöll denna grad tills han gick i pension 1920.  

## Familj
Patterson gifte sig med Frances Helena Gray 1895. Gray var en av de första kvinnorna att avlägga juridisk examen i Storbritannien. År 1909 föddes deras son Bryan Patterson. 

## Brobygge och jaga människoätare
År 1898 fick Patterson i uppdrag att leda bygget av en järnvägsbro över Tsavofloden i dagens Kenya av Ugandas järnvägskommitté i London. Han anlände till platsen i mars samma år. 
Nästan omedelbart efter Pattersons ankomst började lejon attackera arbetsplatsen där de drog ut sovande arbetare från sina tält om natten och dödade dem i skydd av mörkret. Trots att man byggde höga stängsel av taggiga träd runt lägerplatsen och tände stora eldar om natten för att skrämma bort rovdjuren upprepades attackerna gång på gång tills brobygget avstannade då flera arbetare sa upp sig. Många trodde att lejonen i själva verket inte var lejon utan onda andar som kom för att straffa dem och att Patterson var orsaken till lejonattackerna då de första attackerna ägde rum kort tid efter hans ankomst.
Med sitt rykte, försörjning och säkerhet på spel anlitade Patterson en tigerjägare han mött under sin militärtjänst i Indien för att hantera krisen. Efter flera månaders försök och misslyckanden lyckades han döda ett av lejonen den 9 december 1898 och det andra på morgonen den 29 december. Det krävdes mer än bara ett skott för att döda ett lejon. Trots att de var hanar var båda lejonen manlösa liksom många andra hanar bland Tsavolejon och var mycket stora med en längd av 290 till 295 centimeter från nos till svansspets. Det krävdes åtta man för att bära det första lejonets livlösa kropp.
Den arbetskraft och lokalbefolkning som fortfarande befann sig på platsen förklarade Patterson som en hjälte och ryktena om händelserna spreds fort. 
Då hoten från människoätarna hade eliminerats återvände arbetarna och Patterson färdigställde broarbetet den 7 februari 1899.
Patterson publicerade 1907 sin första bok som dokumenterade hans äventyr i Tsavo.
1924 gick Patterson med på att sälja lejonens skinn och kranium till naturhistoriska museet Field Museum of Natural History i Chicago, Illinois för 5000 dollar. På grund att de tidigare hade använts som trofémattor hade lejonens skinn trimmats vilket gjorde att de rekonstruerade lejonen är mindre än sin ursprungliga storlek.

## Krigstjänst
Patterson deltog i både andra boerkriget och i första världskriget. Under andra boerkriget var han befälhavare över 20:e bataljonen inom brittiska armén och under första världskriget över 38:e bataljonen. Han var då ännu protestant för rättvisa för det judiska folket. 1920 gick Patterson i pension, fortfarande med rang av överstelöjtnant, efter 35 års tjänst. Han fortsatte då sitt stöd för sionismen.

## Senare liv och död
Patterson levde med sin fru under 1940-talet i ett blygsamt hem i La Jolla i Kalifornien. Han dog vid 79 års ålder 1947 i sömnen, hans hustru dog sex veckor senare på ett vårdhem i San Diego. Både Patterson och hans fru kremerades och deras aska begravdes på Angelus Rosedale Cemetery i Los Angeles.
Enligt Pattersons sonson Alan Patterson var hans farfars sista önskemål att han ihop med sin fru skulle begravas i Israel ihop med de män han hade fört befäl över under första världskriget. En insats inleddes för att tillgodose denna begäran 2010. Med hjälp av en israeliska regeringen omplacerades den 4 december 2014 resterna av Patterson och hans hustru till byn Ayihayils kyrkogård där några av de män Patterson fört befäl över var begravda.